# IC 1826
IC 1826 је спирална галаксија у сазвјежђу Пећ која се налази на листи објеката дубоког неба у Индекс каталогу.
Деклинација објекта је - 27° 26' 35" а ректасцензија 2h 39m 3,7s. Привидна величина (магнитуда) објекта IC 1826 износи 12,8 а фотографска магнитуда 13,7. Налази се на удаљености од 36,155 милиона парсека од Сунца. IC 1826 је још познат и под ознакама IC 1830, ESO 416-6, MCG -5-7-12, IRAS 02368-2739, UGCA 37, HARO 18, AM 0236-273, PGC 10041.